# Kettesy Aladár
Kettesy Aladár (Kreiker, Szeged, 1893. október 10. – Debrecen, 1983. január 30.) magyar orvos, szemész, egyetemi tanár, az orvostudományok doktora, 1948-tól 1949-ig a Debreceni Magyar Királyi Tudományegyetem rektora.

## Élete
Kreiker Gusztáv mérnök és Holmbacher Mária fiaként született. 1911-ben érettségizett szülővárosában, majd a budapesti tudományegyetemen tanult. Az első világháború alatt 1914 és 1918 között katonai egészségügyi szolgálatosként frontszolgálatot teljesített, majd a pozsonyi Erzsébet Tudományegyetem Szemészeti Klinikáján Imre József gyakornoka lett, ugyanitt 1919-ben szerzett orvosdoktori diplomát. Ekkor a budapesti Állami Szemkórházban Blaskovics László másodorvosa, majd 1921-ben a debreceni Tisza István Tudományegyetem, ill. a DOTE Szemészeti Klinika tanársegéde lett. 1923-ban szemészet tárgykörben magántanári képesítést szerzett és magántanár lett.
1926-tól 1951-ig a Szemészeti Klinika igazgatója volt, 1926-ban a szemészet nyilvános rendkívüli, 1929-ben nyilvános rendes tanára lett. 1938 és 1939 között Orvostudományi Kar dékánjaként, majd 1948-tól 1949-ig az Egyetem rektoraként dolgozott. Vezetéknevét 1939-ben magyarosította Kettesy-re. 1951-ben egyetemi tanár lett, és 1969-es nyugdíjazásáig a Szemészeti Tanszék vezetője volt. 1952-ben addigi tevékenységéért az orvostudományok doktora lett. 1969-től haláláig tudományos tanácsadóként dolgozott.
Jelentős eredményeket ért el a szemészeti műtéttan, az élettani optika, a színlátás és a szemészeti patohisztológia, valamint a kancsalság műtéti megoldásai területén. Kidolgozta a később róla elnevezett Kettesy-féle látásélesség-vizsgáló táblát, melyet Magyarországon szabványosítottak, és a mai napig használnak a szemészeti rendelőkben. Nevéhez fűződik a tárgylátás alapját képező felismerési folyamat három fázisának (elemi észlelés, relatív felismerés, abszolút felismerés) kimutatása és a lézerek első szemészeti felhasználása előtt a fotokoaguláció sikeres alkalmazása a retina szakadásainak elzárására, valamint a pigment-anomaloszkóp és több más műszer megszerkesztése.
1954 és 1956 között, majd 1969-től 1972-ig a Magyar Szemorvosok Társaságának elnöke volt. Munkásságát 1962-ben Braille-emlékéremmel jutalmazták, majd 1966-ban a német Leopoldina Akadémia rendes tagja, 1968-ban pedig a Német Szemorvos Társaság tiszteletbeli tagja lett. A Nimród c. lapban több vadászati cikke jelent meg.
Első felesége Csizsinszky Edit volt, aki 1945-ben halt meg, két gyermekük született. Második felesége Exterde Alma lett, aki 1970-ben hunyt el, egy fiuk született. Harmadik felesége 1976-tól Németi Margit volt. 1983-ban hunyt el Debrecenben, a Nagyerdei Köztemetőben, díszsírhelyen nyugszik. Sírját 2003-ban a Nemzeti Emlékhely és Kegyeleti Bizottság védetté nyilvánította.
1989-ben róla nevezték el a debreceni Kettesy Aladár Általános Iskolát. 2009-ben tiszteletére a Debreceni Egyetem Orvos- és Egészségügyi Centruma Szemészeti Klinikáján Kettesy Aladár-emlékülést rendezett, amelynek keretében szobrát is felavatták, mely Győrfi Sándor alkotása.

## Főbb művei
- A szem fénytörése (Debrecen, 1922)
- Eingriffe am Auge (Blaskovits Lászlóval, Bp., 1938)
- Szemészet (Boros Bélával és Kukán Ferenccel, Bp., 1962)